# Семенов Олексій Дмитрович
Олексій Дмитрович Семенов (1905, тепер Російська Федерація — грудень 1964, місто Москва, тепер Російська Федерація) — радянський діяч, голова Приморського крайвиконкому. Депутат Верховної ради СРСР 3-го скликання.

## Біографія
Член ВКП(б) з 1926 року.
Освіта вища. Працював вчителем, директором технікуму, завідувачем Приморського крайового відділу народної освіти.
У 1941—1944 роках — директор Владивостоцького педагогічного училища Приморського краю.
У 1944—1948 роках — секретар виконавчого комітету Приморської крайової ради депутатів трудящих; секретар Владивостоцького міського комітету ВКП(б); секретар Приморського крайового комітету ВКП(б).
У грудні 1948 — жовтні 1952 року — голова виконавчого комітету Приморської крайової ради депутатів трудящих.
З 1953 до грудня 1964 року — відповідальний працівник Ради міністрів Російської РФСР.
Помер наприкінці грудня 1964 року в Москві.

## Нагороди
- орден Вітчизняної війни І ст.
- орден Трудового Червоного Прапора (14.12.1944)
- орден Червоної Зірки
- медалі